# Europäischer Bürgerkrieg
|  | Dieser Artikel oder Abschnitt wurde wegen inhaltlicher Mängel auf der Qualitätssicherungsseite der Redaktion Geschichte eingetragen (dort auch Hinweise zur Abarbeitung dieses Wartungsbausteins). Dies geschieht, um die Qualität der Artikel im Themengebiet Geschichte auf ein akzeptables Niveau zu bringen. Dabei werden Artikel gelöscht, die nicht signifikant verbessert werden können. Bitte hilf mit, die Mängel dieses Artikels zu beseitigen, und beteilige dich bitte an der Diskussion! |

Die Bezeichnung Europäischer Bürgerkrieg für die wiederholten Konfrontationen in Europa im Laufe des 20. Jahrhunderts machte der Historiker Ernst Nolte bekannt. Er nutzte diesen Begriff als Titel seines Buches Der Europäische Bürgerkrieg 1917–1945, das zusammen mit seinem Artikel Die Vergangenheit, die nicht vergehen will in der Frankfurter Allgemeinen Zeitung 1986 den Historikerstreit auslöste.
Ungefähr zehn Jahre später gab es zu diesem Thema einige Veröffentlichungen an der London School of Economics and Political Science. Diese begannen mit der Veröffentlichung eines Werkes 1996, in dem der Spanische Bürgerkrieg als eine Episode eines größeren Europäischen Bürgerkriegs beschrieben wurde. Diese Position fand seitdem größere Akzeptanz. In den folgenden Jahren wurden weitere Arbeiten zu dieser Theorie veröffentlicht.
Der Begriff wird häufig zur Erklärung des schnellen Verfalls der europäischen Suprematie in der Welt und der Entstehung der Europäischen Union herangezogen. Obwohl nur eine Minderheit von Wissenschaftlern die Theorie des Europäischen Bürgerkriegs vertreten, erfreut sie sich dennoch zunehmender Beliebtheit. Die Zeit des Europäischen Bürgerkriegs wird vorwiegend auf den Ersten und Zweiten Weltkrieg sowie viele Regimewechsel der Zwischenkriegszeit beschränkt. Jedoch gibt es hierzu keinen allgemeinen Konsens. Die Unterstützer der Theorie weisen meist auf das hohe Level der internationalen Beteiligung im Spanischen Bürgerkrieg und bisweilen den Russischen Bürgerkrieg hin.

## Erste Prägung des Begriffes
„Denn in diesem Kriege kämpfen nicht, wie es in Zeitungen steht und wie die Herrn Politiker sagen, die Zentralmächte gegen einen äußeren Feind, auch nicht eine Rasse gegen die andre, sondern dieser Großkrieg ist ein europäischer Bürgerkrieg (Hervorhebung nicht im Original), ein Krieg gegen den inneren, unsichtbaren Feind des europäischen Geistes. Das muß einmal ausgesprochen und begriffen werden; dann wird man auch begreifen, daß wir nach dem entsetzlichen Blutopfer des Krieges den inneren Feind, den Ungott und Unhold Europas, die Dummheit und Dumpfheit, das ewig Stumpfe mit allen Waffen fort und fort bekämpfen müssen, um zu helleren Klängen, zur Helligkeit des europäischen Typus durchzudringen.“

In der Schrift Das geheime Europa, kurz vor seinem Tod an der Front verfasst, interpretiert Marc den Weltkrieg als einen Konflikt geistig-moralischer Art, der zwischen den Kräften eines progressiv-künstlerischen Europas und des säkularisiert-materialistischen Europas ausgetragen würde. Hier wird zum ersten Mal, und in Zeitgenossenschaft mit dem Konflikt, dieser als ein Bürgerkrieg, als einen Konflikt innerhalb einer kulturellen Einheit beschrieben.

## Argumente für einen Europäischen Bürgerkrieg

### Noltes These
„Vollbrachten die Nationalsozialisten, vollbrachte Hitler eine ‚asiatische‘ Tat vielleicht nur deshalb, weil sie sich und ihresgleichen als potentielle oder wirkliche Opfer einer ‚asiatischen‘ Tat betrachteten? War nicht der ‚Archipel GULag‘ ursprünglicher als ‚Auschwitz‘? War nicht der ‚Klassenmord‘ der Bolschewiki das logische und faktische Prius des ‚Rassenmords‘ der Nationalsozialisten? Sind Hitlers geheimste Handlungen nicht gerade auch dadurch zu erklären, daß er den ‚Rattenkäfig‘ nicht vergessen hatte? Rührte Auschwitz vielleicht in seinen Ursprüngen aus einer Vergangenheit her, die nicht vergehen wollte?“

Diese radikale Wertung des Faschismus und des Nationalsozialismus, die Nolte als verwandt ansieht, als Reaktion auf den Bolschewismus hat eine heftige und vergiftete Debatte in den deutschen Zeitungen und Fachblättern, unter Historikern und anderen Intellektuellen hervorgerufen, die sicher hysterisch war, insofern häufig die Furcht vor einer Relativierung der Verbrechen des NS-Regimes eine rationale Argumentation erschwerten (siehe Historikerstreit). An der Stelle wissenschaftlichen Diskurses entstand eine politische Diskussion in den wichtigsten Medien der Bundesrepublik Mitte der 80er-Jahre. Noltes Thesen wurden nachträglich in Deutschland weitestgehend abgelehnt und auch nicht wieder offen aufgegriffen; aber der Begriff des Bürgerkrieges für die Zeit der Weltkriege, den er popularisierte, blieb. Auch gewann er an Anhängerschaft, die allerdings im Forschungsdiskurs bis heute eine Minderheit bildet.

### Bewertung von Noltes Ansatz
Der Europäische Bürgerkrieg, gleich ob er nun 1914 oder 1917 begann, ist zumindest als Hypothese interessant und führt zu einer neuen, und notwendigen Perspektive auf das Geschehen 1914–1945.
Der Faschismus hat Wurzeln, die hinter die Russische Revolution reichen, wie auch der Nationalsozialismus. Dass der Nationalsozialismus eine deutsche Form des Faschismus sei, ist wohl zumindest sehr umstritten, wenn nicht sogar abzulehnen. Zu gravierend sind die Unterschiede in der ideologischen Grundausstattung: ständische Wirtschafts- und Gesellschaftsordnung im Faschismus, völkisch-rassische Konzeption beim Nationalsozialismus. Der Faschismus betont weder den Rassismus noch den Antisemitismus in einer der Hitlerschen Gedankenwelt ähnlichen Weise; der Vernichtungswillen gegen ganze Bevölkerungsgruppen und die Auflösung des Staates hin zu einem metaphysisch-verklärten „Führer“ kennt Italien nicht, denn neben Mussolini gab es immer noch den „Große Faschistischen Rat“, der ihn 1943 auch entmachtete. Der Nationalsozialismus war eine eigene deutsche Form der revolutionären Rechten, aber nur im Kontext zum Faschismus zu sehen, wenn auch nicht gleichzusetzen oder unter dem Begriff endgültig subsumierbar.
Des Weiteren war die extreme Rechte, die sich nach 1918 bildete, nicht durchgehend antibolschewistisch, wie etwa Außenseiter wie Ernst Niekisch zeigen, oder der linke Flügel der NSDAP ja durchaus nicht dazu taugte, das Abendland vor dem Sozialismus zu retten. Gerade die gesamte sozialistische Rhetorik der Nationalsozialisten widerspricht Noltes These und lässt die Frage aufkommen, ob die revolutionäre Rechte keine Reaktion auf die Russische Revolution war, sondern eine gleichwertige Reaktion auf die Krise Europas seit 1914/1918, dass man also beiden Totalitarismen die gleiche Ausgangslage zubilligt und entgegen Nolte weder den Kommunismus Lenins noch den Faschismus/Nationalsozialismus „ursächlich“ sieht, also moralisch bewertet und apologisierend glättet.
Auch die Kommunisten waren in der Weimarer Republik dem Nationalen nicht ablehnend gegenübergestellt, sondern es gab eine ganze Reihe von Momenten, wo eine Synthese von Sozialismus und Nationalismus naheliegend schien: Karl Radeks Versuch der „Schlageter-Linie“ und ebenso die „Querfront“-Gedanken der Kreise um Kurt von Schleicher, der gemeinsame Streik bei der Berliner Verkehrsgesellschaft 1932; all dies sind Zeichen für eine eher gemeinsame Ursache des Totalitarismus. Links – und Rechtsextreme waren sich einig in der Ablehnung von Bürgerlichkeit und Tradition, sie waren beide Anhänger eines radikalen Neuentwurfs. Es war der Kampf um die Vorherrschaft in Europa, der Kommunismus und Faschismus zu Todfeinden machte, nicht etwa dass der Kommunismus als Bedrohung des Abendlandes auf die Verteidiger der Kultur, die Faschisten trafen.
Die ideologische Frontstellung in Europa war nach 1918: Der Liberalismus hätte abgewirtschaftet, und der Faschismus (mit dem Sonderfall des Nationalsozialismus) und der Kommunismus sind die beiden konkurrierende Prinzipien, die um die Zukunft des Kontinentes streiten. Die dirigistischen Ansätze der „Kriegswirtschaft“ 1914–1918 und die Krise des Kapitalismus ab 1929 waren beides Marksteine für eine tiefe Krise des Liberalismus, und beide Ereignisse machten die totalitären Gegenentwürfe von Links wie von Rechts plausibel. In Zeiten eines Massenstaates und der Massenkriege, in denen der Einzelne nichts bedeutete und die Toten in Millionen angegeben wurde, wirkte der Liberalismus nicht zeitgemäß, ja, wie Hohn. Dass der Liberalismus dann in Gestalt der westlichen Siegermächte in Westeuropa wieder dominant wurde, ist eine Reaktion auf das Scheitern der Totalitarismen und ihre Gräueltaten, die diese Konzepte völlig desavouierten.

### Vorgeschichte
Der Begriff des Europäischen Bürgerkrieges ist älter als die Kontroverse um Noltes Werk. Wie das Eingangszitat zeigt, das wohl den ersten Gebrauch dieses Begriffes darstellt, war schon bei den Zeitgenossen eine Vorstellung in Teilen vorhanden, dass dieser Weltkrieg von 1914 bis 1918 eine singuläre Wende in der europäischen Tradition und Geschichte war. Der Erste Weltkrieg wurde als eine Wende gesehen, die eine Zeit des Stillstandes und der Verknöcherung beendete und Platz schuf für eine neue, zeitgemäße und „moderne“ Ordnung; sowohl die revolutionäre Linke wie auch die künstlerische Avantgarde sahen ihre Verurteilung des Bestehenden bestätigt. Der Erste Weltkrieg war auch der Ursprung einer neuen Rechten, der extremen Rechten, die in Charles Maurras und der Action Française ein Präludium hatte.
Es gab schon vor dem Ersten Weltkrieg eine Art Antizipation der Entwicklung in Europa in dessen Kolonien; die Behandlung der kolonialisierten Völker und der Aufständischen war nach Niederschlagung beziehungsweise Sieg der Kolonialmächte nicht die von Kriegsgefangenen, sondern von Verbrechern; man wollte nicht gerichtlich verurteilen, sondern vernichten. Die Kolonialkriege waren in Teilen schon Vorwegnahmen des Europäischen Bürgerkrieges, siehe hierzu etwa die Vernichtungsbefehle gegen die Herero und Nama.
Die konfessionellen Kriege im 17. Jahrhundert wie auch die Kriege im Gefolge der Französischen Revolution nahmen Charakteristika des Bürgerkriegs an, weil sie die Grenzen der konventionellen Kriegsführung überschritten und teilweise die Partisanenkämpfe des 20. Jahrhunderts mit ihrer Verwischung der Trennung von Front und Hinterland vorwegnahmen.
Im 19. Jahrhundert traten mit dem Guerilla-Kampf der Spanier 1808 bis 1813 und den deutschen Freikorps 1813 (Landsturm-Edikt) irreguläre Kämpfer auf, die Partisanentaktik anwendeten und somit den konventionellen Krieg um Aspekte erweiterten, die Bürgerkriegcharakter haben (Auflösung der Front, Kampf auch in Wohngebieten und unter Zivilisten, keine klare Uniformierung).
Auch die „Franctireurs“ Léon Gambettas 1871 muss man in diesen Kontext einordnen (guerre à outrance).

### Epoche des Bürgerkrieges
Der als klassischer Krieg geplante Konflikt von 1914 mündete in einer ideologischen Konfrontation, hervorgerufen durch die Russische Revolution 1917, einer nationalen Konfrontation aufgrund der Unabhängigkeit der osteuropäischen und südosteuropäischen Völker vom Zaren – wie vom Habsburgerreich, sowie einer sozialen Konfrontation durch die Entmachtung des Adels und der Durchsetzung sozialer Rechte auf Seiten der Arbeiter (zum Beispiel Achtstundentag). All diese Entwicklungen fußen auf Gegebenheiten, die schon vor 1914 entstanden sind: Marxismus, Massenstaat, Nationalisierung der Massen und technisch-industrielle Revolution waren die Bedingungen, unter denen der Weltkrieg das Gesicht Europas nun derartig stark verändern konnte.
Dabei war am Ende der Konflikt nicht mehr im Sinne der abendländischen Kriegstradition „klassisch“, in dem er etwa der Clausewitzschen Konzeption und Begrifflichkeit entsprach. Vielmehr schuf die Kriegshandlungen 1914–1923 (1923 endete mit dem fehlgeschlagenen „Hamburger Aufstand“ die Zeit der Bürgerkriegsunruhen in Deutschland) ein neuartiges Bewusstsein des Totalitären, des „Alles – oder Nichts“. Das Zeitalter der Beliebigkeit, des Tradierten und der Diskussion war vorbei, nun wurden revolutionäre Entscheidungen gefordert und es schien, als ob eine radikale, alles verändernde Politik jederzeit möglich wäre. Am Ende des Krieges standen zwar einerseits die „Betrachtungen eines Unpolitischen“ von Thomas Mann, dessen Buch aber 1918 schon von den Ereignissen überholt wurde, andererseits radikale Werke wie Spenglers „Preußentum und Sozialismus“ von 1919 und Carl Schmitts berühmte Formulierung:

„Souverän ist, wer über den Ausnahmefall entscheidet.“

Stellvertretend für die künstlerische Avantgarde kann man hier Ezra Pound (1885–1972) nennen, für den der Weltkrieg ein fundamentaler Schock war, ein sinnloses Hingemetzel, ausgerechnet in Europa, für den Amerikaner Pound, der damals Wahllondoner war, die Wiege der Kultur schlechthin. Schrieb er um 1910 nach einigen viktorianischen Liebesgedichten kopflastige Rollengedichte, so wandelte sich sein Schaffen hin zu einer zusehends politischen und dezidiert kulturkritischen Dimension. In „Hugh Selwyn Mauberly“ (1920) wandte sich Pound gegen die dekadenten Eliten des aristokratischen Englands, in seinen „Cantos“ gingen er immer weiter in die Tiefe, analysierte die Krise Europas als eine Krise des liberaldemokratischen, angelsächsischen kapitalistischen Systems, das in die Hände von jüdischen Bankiers gefallen sei; des Weiteren sei der Bolschewismus als strengster Materialismus eine kulturelle Bedrohung des Abendlandes. Zwischen diesen Alternativen gäbe es nur eine Rettung für Europa, nämlich den italienischen Faschismus. Diese Haltung radikalisierte sich bei Pound immer mehr, sein Antisemitismus nahm paranoide Züge an, und doch steht er stellvertretend hier für ein Spannungsverhältnis der modernen Avantgarde und des Faschismus auf der anderen Seite. Der Erste Weltkrieg war ein Schock, der diese Kreise zu einem antibolschewistischen Standpunkt führte, als weitere Beispiele seien Verehrer Hitlers zu nennen: Knut Hamsun, Louis-Ferdinand Céline und zeitweise Wyndham Lewis, dazu „Faschisten“ wie Henry Miller, Gabriele D’Annunzio, F.T. Marinetti und Igor Strawinsky, der in Italien 1930 sagte: „Ich glaube nicht, dass irgendwer Mussolini mehr verehrt, als ich es tue. […] Er ist der Retter Italiens und – hoffentlich – Europas“.

### Konflikte in der Zwischenkriegszeit
Der Bürgerkriegscharakter ist ganz konkret in diese Zeit der Weltkriege offenbar durch mehrere innerstaatliche Konflikte, die nicht nur während der Zwischenkriegszeit geführt wurden, sondern auch die Hauptkriege 1914–1918 und 1939–1945 begleiteten. In der Zwischenkriegszeit ist besonders hervorzuheben der Spanische Bürgerkrieg (1936–1939) mit seiner innerspanischen und internationalen Frontstellung, der als Krieg zwischen Faschismus und Kommunismus, sozialer Kampf um Bodenreform und Demokratie oder als fehlgeschlagener Militärputsch interpretiert werden kann. Hier standen unter einem Brennglas all die Konflikte, die Europa heimsuchten seit 20 Jahren, der Konservativismus und die Machthaber der alten Eliten gegen die modernen Ideale der Progressiven und der Republikaner, der Marxismus gegen den Katholizismus.
In Ungarn lösten sich zwischen 1918 und 1920 zuerst ein kommunistisches Regime und dann ein nationalistisches Regime ab.
Ein weiteres extremes Beispiel ist Griechenland. Dort spielte sich während des Zweiten Weltkrieges sowohl ein Kampf gegen die Besatzer aus Deutschland und Italien ab, wie auch ein Bürgerkrieg zwischen Kommunisten und Nationalisten.
Noch schlimmer waren die Auswirkungen jedoch in Jugoslawien, wo es neben Kriegshandlungen der regulären Armeen noch zu Völkermord und einem Bürgerkrieg der serbischen Tschetniks gegen Titos Truppen und der Ustascha kam. Für all diese Konflikte gilt: Der Bürgerkrieg war nicht der alleinstehende Konflikt, es gab einen Komplex unterschiedlicher Fronten, die alle in einen totalen Krieg mündeten, und zu einer singulären Entwicklung, die Europa so nicht kannte, und die das alte Europa vernichtete. Die Einheit des Kontinentes in Geschichte und kultureller Ausprägung, die zweifellos vor 1914 in einer gewissen Weise existierte, drohte zerstört zu werden.

### Weitere Argumente
Die Befürworter der Idee eines Europäischen Bürgerkriegs führen an, dass die Oberhäupter vieler europäischer Länder vor dem Ersten Weltkrieg eng verwandt waren und teilweise zur gleichen Familie gehörten. Ihre Rechtssysteme waren sehr ähnlich und näherten sich im Laufe der Zeit sogar noch an trotz räumlicher Separation. Daneben ist die europäische Kultur weitestgehend homogen, wobei die meisten Staaten ihre Wurzeln zu zwei Ursprüngen zurückführen: dem Christentum und der Antike.
Eine einzige Kultur und ein einheitliches Rechtssystem könnten daher zu der Vermutung führen, dass sich Europa auf einen gemeinsamen Staat zubewegt. Am Ende des Europäischen Bürgerkriegs haben die Eliten in verschiedenen europäischen Staaten mit der Errichtung eines zentralisierten Staates begonnen, der sich seitdem in die Europäische Union gewandelt hat.
Die Gründung der EU nach dem Zweiten Weltkrieg ist zentral für die Theorie eines Europäischen Bürgerkriegs, da ein Bürgerkrieg gewöhnlicherweise zwischen konkurrierenden Gruppen innerhalb von Staaten oder Reichen um die Herrschaft desselben entsteht. Erfahrungsgemäß enden Bürgerkriege mit der Entstehung einer wiedererstarkten Zentralgewalt.
Die Unterstützer dieser Theorie werden ferner von der Tendenz, den Ersten und Zweiten Weltkrieg als Teil desselben Konflikts mit einem 22-jährigen Waffenstillstand zu betrachten, unterstützt (ähnlich dem Hundertjährigen Krieg von 1337 bis 1453 und den Napoleonischen Kriegen).
Durch die Haltung, die beiden Weltkriege, einschließlich des Spanischen und Russischen Bürgerkriegs, als dazwischen liegende Konflikte, als einen Flächenbrand zu sehen und die Wurzeln des Ersten Weltkrieges auf die französisch-preußischen Auseinandersetzungen zurückzuführen, wird es ermöglicht, politische Veränderungen in Italien, Portugal und anderen Staaten innerhalb eines Zusammenhangs zu untersuchen.

## Argumente gegen einen Europäischen Bürgerkrieg
Die Gegner dieses Konzeptes argumentieren, dass Bürgerkriege hauptsächlich zwischen Gruppen innerhalb eines einzigen Staates ausgetragen werden. Zwar ist es möglich, dass Bürgerkriege nationale Grenzen überschreiten, etwa um irredentistische Ideen einer räumlich verteilten Ethnie zu erfüllen oder wenn sich Staaten in einzelne Komponenten aufteilen und sich anschließend gegenseitig bekriegen, wie es im Sezessionskrieg geschah.
In beiden Fällen führen die Gegner an, dass das Europa zwischen 1890 und 1945 niemals als ein einzelner Staat zu betrachten ist. Jede Nation hatte eine individuelle Regierung, ein unterschiedliches Rechtssystem und partiell sein eigenes Kolonialreich.
Deshalb waren Kriege international und nicht national. Demnach ist die Gründung eines europäischen Staates (in Form der EU) als Versuch zu werten, zukünftige Kriege zu verhindern, und nicht als Ergebnis irgendeiner siegreichen Seite in einem Bürgerkrieg zu sehen, die ihren Einfluss auf die jeweils andere ausdehnte.

## Zeitliche Einteilungen eines Europäischen Bürgerkriegs
Alle Unterstützer einer solchen Annahme sind sich des Einschlusses der Jahre von 1936 bis 1945, dem Anfang des Spanischen Bürgerkriegs und dem Ende des Zweiten Weltkrieges, einig. Jedoch gibt es über die weitere Einteilung unterschiedliche Ansichten.
Größere Übereinstimmung existiert außerdem über die Jahre von 1914 bis 1945, in denen Europa seine Hegemonialstellung in der Welt verloren hat und schließlich in zwei grundverschiedene Interessensphären aufgespalten wurde. Doch wurde der Zeitraum des Europäischen Bürgerkriegs von einigen Wissenschaftlern ausgedehnt. Demzufolge fängt er bereits mit dem Deutsch-Französischen Krieg am 19. Juli 1870 an und endet erst mit der Wiedervereinigung Deutschlands 1990. Das sogenannte „Kurze 20. Jahrhundert“ wird zwischen dem Ersten Weltkrieg und dem Ende des Kalten Krieges angesetzt (1914 bis ca. 1989). Die Zusammenfassung des Ersten und Zweiten Weltkrieges wird teils „Zweiter Dreißigjähriger Krieg“ genannt.